# ПЗЛ P-1
ПЗЛ P-1 (пољ. PZL P-1) је пољски ловачки авион. Авион је први пут полетео 1929. године. 

Највећа брзина у хоризонталном лету је износила 302 km/h. Размах крила је био 10,8 метара а дужина 6,98 метара. Маса празног авиона је износила 1118 килограма, а нормална полетна маса 1580 kg.

## Наоружање
| Наоружање авиона: ПЗЛ          |          |
| Ватрено (стрељачко) наоружање  |          |
| Топ                            |          |
| Митраљез                       |          |
| Број и ознака митраљеза        | 2 Викерс |
| Калибар                        | 7,7      |
| Бомбардерско наоружање (бомбе) |          |
| Ракетно наоружање (ракете)     |          |